# Ernest Rutherford

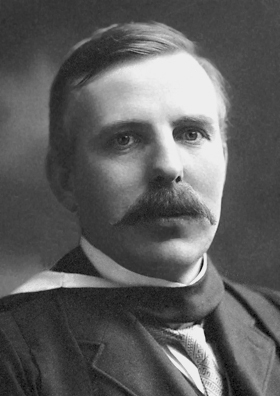
Ernest Rutherford

Ernest Rutherford (n. 30 august 1871, Spring Grove⁠(d), Tasman District⁠(d), Noua Zeelandă – d. 19 octombrie 1937, Cambridge, Anglia, Regatul Unit) a fost un fizician și chimist din Noua Zeelandă, laureat al Premiului Nobel pentru Chimie în anul 1908. Este considerat "părintele" fizicii nucleare.

## Biografie

### Copilăria
S-a născut în anul 1871 la Spring Grove (azi Brightwater), în apropiere de Nelson, Noua Zeelandă. Tatăl său, James Rutherford, era un fermier emigrant din Scoția, iar mama sa, Martha, născută Thompson, era originară din Anglia. La înregistrarea nașterii, numele i-a fost ortografiat greșit ca Earnest Rutherford.

### Studii
A studiat la Havelock School și apoi la Nelson College, și a câștigat o bursă de studii la Colegiul Canterbury al Universității din Noua Zeelandă, unde a devenit, printre altele, și președinte al societății de dezbateri. În 1895, după absolvire și doi ani de cercetare în domeniul tehnologiei electrice, Rutherford pleacă în Anglia pentru a urma studii postuniversitare la Laboratorul Cavendish al Universității Cambridge (1895–1898). A stabilit în scurt timp un record mondial de distanță la care se pot detecta undele electromagnetice. Studiind radioactivitatea, a introdus în fizică termenii de radiație alfa și radiație beta, pentru a descrie cele două tipuri distincte de radiații emise de thoriu și uraniu.

### Activitatea științifică
Rutherford a efectuat lucrări de o excepțională importanță în domeniul radioactivității și al structurii nucleare. Experimentele sale se caracterizează printr-o extraordinară finețe și ingeniozitate, iar analizarea faptelor experimentale denotă o profundă înțelegere a fizicii. În anul 1908 i s-a decernat Premiul Nobel pentru Chimie pentru lucrările sale despre structura atomului.
A efectuat cercetări asupra structurii atomului prin difracția particulelor alfa pe foițe de aur, demonstrând experimental că atomul nu este indivizibil, și a formulat, în 1911, ideea modelului planetar al atomului. A cercetat natura transformărilor radioactive, transmutarea nucleului de azot cu particule alfa. A publicat tratate asupra radioactivității. Savantul a presupus, de asemenea, că atomii substanței radioactive se dezintegrează în mod spontan și continuu. A mai formulat ipoteza alcătuirii protono-electronice a particulei ce avea sa fie denumită neutron.
Rutherford n-a precizat cum sunt dispuși electronii în jurul nucleului; a anticipat existența protonului și neutronului dar n-a precizat cum e alcătuit nucleul. A sugerat că nucleul de aur ar putea consta din 49 de nuclee de heliu (așa ieșea la socoteală greutatea atomică), dar n-a mers mai departe fiindcă n-avea date.

### Activitatea didactică
Lordul Rutherford a fost profesor la universitățile din Montreal, Manchester și Cambridge. În anul 1907, după ce profesase la Universitatea Mc Gill din Montreal, Canada, Rutherford a acceptat un post la Universitatea din Manchester. În 1919 i-a succedat lui J.J. Thomson la catedra Cavendish de la Universitatea Cambridge. Mulți savanți de renume i-au fost studenți. Printre aceștia se numără nu mai puțin de 9 laureați Nobel.
A decedat pe neașteptate în anul 1937, în urma unei operații de hernie. A fost înmormântat la Londra, în Catedrala Westminster, alături de J.J. Thomson.

## Legături externe
- en The Rutherford Museum
- en Rutherford Scientist Supreme
- en Ernest Rutherford
- en alsos.wlu.edu Bibliography for Ernest Rutherford Arhivat în 16 mai 2006, la Wayback Machine.
- en Proc R Soc articole
- ro  Ernest Rutherford[nefuncțională]
, 25 octombrie 2007, Jurnalul Național
- ro  Ernest Rutherford-părintele fizicii nucleare Arhivat în 12 septembrie 2013, la Wayback Machine.